# Stazione di Keisei Shisui
La stazione di Keisei Shisui (京成酒々井駅?, Keisei Shisui-eki) è una fermata ferroviaria della cittadina di Shisui, nel distretto di Inba della prefettura di Chiba, in Giappone, servente la linea principale Keisei delle ferrovie Keisei.

## Linee
Ferrovie Keisei
● Linea principale Keisei

## Struttura
La fermata è dotata di due marciapiedi laterali, con due binari passanti in superficie. Le banchine sono collegate al fabbricato viaggiatori, realizzato a ponte sopra il piano del ferro, da scale fisse, mobili e ascensori.
| 1 | ■ Linea principale Keisei | per Funabashi, Nippori, Keisei Ueno per Oshiage, linea Asakusa e linea Keikyū principale |
| 2 | ■ Linea principale Keisei | per Narita, Narita Aeroporto e Shibayama Chiyoda                                         |

## Stazioni adiacenti
| «                                    | Servizio                                                  | »                       |
| Linea Keisei principale              | Linea Keisei principale                                   | Linea Keisei principale |
| ------------------------------------ | --------------------------------------------------------- | ----------------------- |
| Ōsakura                              | ■ Locale ■ Rapido ■ Espr. Lim. Pendolari ■ Espr. Limitato | Sōgosandō               |
| L'Espresso Limitato Rapido non ferma |                                                           |                         |